# Carbotanium
El carbotanium o carbo-titanio es una combinación de fibras de carbono y titanio que forma un material compuesto con una alta resistencia y tolerancia al daño. Es un material que se utiliza en la industria aeronáutica y automotriz (en competición). Se trata de un material relativamente nuevo, que en sus orígenes se empezó a utilizar en el mundo de la aeronáutica para la construcción de aeronaves, pero se está empezando a introducir en el ámbito de la automoción. 

## Composición de la aleación

### Titanio
El titanio empleado es una aleación β – Ti-15Mo-3Al-3Nb-0.2Si, más conocido como Timetal 15-3-3, usado ampliamente en la industria aeronáutica en zonas cercanas a los motores, remaches o matrices metálicas, con un rango de servicio que va desde 230 a 600 °C. El Timetal está dotado de alta resistencia, buenas propiedades a alta temperatura y muy buena resistencia a la degradación ambiental. Es capaz de resistir cualquier ataque químico por parte de fluidos hidráulicos a cualquier temperatura.

#### Composición y propiedades mecánicas del Timetal
- Al (Aluminio): 3%
- Mo (Molibdeno): 15%
- Nb (Niobio): 3%
- O2 (Dioxígeno): 0,11-0,15%
- Si (Silicio): 0,2%
- Ti (Titanio): Base

##### Propiedades mecánicas
- Tensión de rotura: 983,9-1198 MPa
- Módulo de Young: 88,83-114,8 GPa

### Fibra de carbono
La fibra de carbono unidireccional tiene un límite de tracción cercano a 1500 MPa y un módulo de Young de 110 GPa. Para acercar aún más las propiedades del Timetal a las de la fibra de carbono, se le llevan a cabo una serie de procesos de trabajo en frío (por debajo de la temperatura de recristalización para aumentar su resistencia) consiguiendo un límite de tracción superior a los 1190 MPa y un módulo de Young cercano a los 110 GPa de la fibra de carbono.

## Preparación
Para proceder al pegado de ambos, el titanio se somete a un proceso de limpieza exhaustivo, dándose un tratamiento con chorro de óxido de aluminio a la zona donde se pegará a la fibra de carbono. Antes de eso se aplica un recubrimiento de platino. Una vez hecho esto, se procede aplicar el proceso de envejecimiento estándar para el titanio, que a la vez adhiere el recubrimiento al titanio. 
A continuación la fibra de carbono se pega a la zona recubierta del titanio usando un adhesivo. Seguidamente, se somete a la fibra de carbono al proceso de curado normal en autoclave, que le otorgará su forma y propiedades específicas. 
Con esta combinación se puede conseguir que las piezas hechas para propósitos aeronáuticos alcancen los estándares de resistencia a la vez que se reduce el peso del orden del 50-75%. Este ahorro de peso es crucial para continuar con la senda de aumento de la eficiencia dentro de la industria del avión. A la vez que se reduce peso se aumente la tolerancia al daño de las piezas.

## Aplicaciones
El uso conjunto de aleaciones de titanio junto con la fibra de carbono abre una nueva frontera dentro de los materiales compuestos debido a su alta resistencia específica. La industria aeronáutica es la que está llamada a ser la primera beneficiaria de esta tecnología. No obstante, se da el caso que ha sido la industria del automóvil la primera en hacer uso de la misma. En la actualidad el super deportivo Pagani Huayra utiliza el carbo-titanio en su estructura para conferirle una mejor resistencia, ligereza y resistencia al impacto